# Madely Beaugendre
Pour les articles homonymes, voir Beaugendre.
Madely Beaugendre (née le 22 septembre 1965 à Pointe-à-Pitre) est une athlète française, spécialiste du saut en hauteur.

## Biographie
Madely Beaugendre remporte quatre titres de championne de France du saut en hauteur : deux en plein air en 1987 et 1989 et deux en salle en 1987 et 1988.
En 1988, elle améliore le record de France du saut en hauteur en salle en franchissant 1,96 m. Cette même année, elle participe aux jeux olympiques de 1988 à Séoul.
Aux championnats du monde d’athlétisme de 1987, elle se classe 10e puis 7e aux championnats du monde d’athlétisme en salle de 1989.
La rupture du tendon d'Achille de sa jambe d'appel lors du meeting en salle de Liévin en janvier 1990 signe la fin de sa carrière sportive.

### Palmarès
- Championnats de France d'athlétisme :
  - vainqueur du saut en hauteur en 1987 et 1989
- Championnats de France d'athlétisme en salle :
  - vainqueur du saut en longueur en 1987 et 1988

### Records
| Épreuve                 | Performance | Lieu | Date |
| ----------------------- | ----------- | ---- | ---- |
| Saut en hauteur         | 1,94 m      |      | 1989 |
| Saut en hauteur (salle) | 1,96 m      |      | 1988 |